# Kerkhof van Estaimbourg
Het Kerkhof van Estaimbourg is een gemeentelijke begraafplaats in het Belgische dorp Estaimbourg, een deelgemeente van Estaimpuis. De begraafplaats ligt in het dorpscentrum rond de Église Saint-Denis et Saint-Ghilain en wordt door een bakstenen muur omgeven. Links voor de kerk staat een monument voor de gesneuvelde dorpsgenoten uit Eerste Wereldoorlog.

## Britse oorlogsgraven
Op het kerkhof liggen 6 Britse gesneuvelden uit de Eerste Wereldoorlog. Zij kwamen om tijdens het geallieerde eindoffensief in oktober en november 1918, drie van hen stierven door een voltreffer op hun kwartier.
Er liggen ook 6 Britse gesneuvelden uit de Tweede Wereldoorlog waaronder 1 niet geïdentificeerde piloot bij de Royal Air Force. De vijf andere slachtoffers vielen tijdens de gevechten tegen het oprukkende Duitse leger in mei 1940. 
De graven worden onderhouden door de Commonwealth War Graves Commission en zijn daar geregistreerd onder Estaimbourg Churchyard.